# Únor 2011
1. února – úterý
- V největších egyptských městech se shromáždily statisíce lidí požadující rezignaci prezidenta Mubaraka.[1]
- Jordánský král Abdalláh II. po opakovaných demonstracích v jordánských ulicích rozpustil vládu Sámíra Rifáího.[2]
- Ve věku 91 let zemřel v New Yorku česko-americký dramatik a novinář Jiří Kárnet.[3]

2. února – středa
- Nedaleko Vodňan se srazily 2 vlaky. 13 lidí bylo zraněno, 1 člověk zemřel.[4]

3. února – čtvrtek
- Alžírský prezident Abdelazíz Buteflika slíbil odvolat výjimečný stav, jenž v zemi panuje od roku 1992.[5]
- 20 tisíc demonstrantů požadovalo v jemenském hlavním městě San'á změnu současného režimu a odchod prezidenta Sáliha.[6]

4. února – pátek
- Parlament Myanmaru zvolil prezidentem stávajícího premiéra Theina Seina, úřad prezidenta je tak obsazen po 22 letech vlády junty. Změna souvisí s pondělním začátkem platnosti nové ústavy a zahájením činnosti parlamentu, v zemi si však junta i nadále udržuje rozhodující vliv.[7]

5. února – sobota
- Představenstvo egyptské vládní Národní demokratické strany rezignovalo.[8]
- Ve věku 85 let zemřel český dirigent a herec Pavel Vondruška.[9]
- Ve věku 89 let zemřel český designér Stanislav Lachman.[10][11][12][13][14]

6. února – neděle
- Ve věku 58 let zemřel Gary Moore, severoirský blues-rockový kytarista.[15]

8. února – úterý
- Demonstrace v Egyptě se stupňují, násilí si od začátku nepokojů vyžádalo kolem 300 potvrzených obětí. Prezident Mubarak ustanovil komisi, která má navrhnout změny ústavy týkající se volby prezidenta.[16][17]

9. února – středa
- Dva dny po vyhlášení výsledků referenda o samostatnosti Jižního Súdánu (pro se vyslovilo 98,8 % hlasujících) byl zastřelen jihosúdánský ministr pro rozvoj venkova, násilí doprovázející vyhlášení si vyžádalo další desítky obětí.[18]
- Ve věku 69 let zemřel v Paříži česko-francouzský básník a divadelník Prokop Voskovec.[19]

11. února – pátek
- Egyptský prezident Husní Mubarak po osmnácti dnech vyslyšel masové protesty a rezignoval. Moc v zemi přešla na armádu.[20]
- Ve věku 84 let zemřel Bo Carpelan, finskošvédský spisovatel, oceňovaný básník.[21]

13. února – neděle
- Švýcaři v referendu odmítli změnu liberálních pravidel pro držení střelných zbraní. Aktivní vojáci i muži v záloze budou mít i nadále doma střelnou zbraň.[22][23]

16. února – středa
- Po smrti dvou demonstrantů vyšlo v Bahrajnu do ulic několik tisíc lidí požadujících politické a sociální reformy.[24]
- V Libyi se střetli odpůrci a příznivci Kaddáfího režimu.[25]

19. února – sobota
- Organizace Human Rights Watch oznámila, že během posledních tří dnů zabily libyjské bezpečnostní složky při největších nepokojích za posledních 42 let nejméně 86 protivládních demonstrantů.[26]

21. února – pondělí
- Povstalci se v Libyi zmocnili některých vojenských objektů a zbraní. Syn libyjského vládce Sajf Islám Kaddáfí slíbil nejen politické reformy, ale také tvrdé potlačení povstání.[27]
- Ve věku 77 let zemřel sólista opery Národního divadla Antonín Švorc.[28]

22. února – úterý
- Do Suezského průplavu vpluly po 32 letech íránské válečné lodě. Izrael to považuje za provokaci.[29]
- Novozélandský Christchurch byl zasažen zemětřesením o síle 6,3 stupně Richterovy stupnice, počty obětí se odhadují na stovky.[30]

23. února – středa
- Česká vláda potvrdila memorandum uzavřené ministrem zdravotnictví Leošem Hegrem a lékařskými odbory. Více než polovina účastníků protestní akce Děkujeme, odcházíme stáhla výpovědi.[31]
- V Řecku se konala generální stávka, v ulicích Athén demonstrovalo 100 tisíc lidí.[32]

26. února – sobota
- Ve věku 84 let zemřel český spisovatel Arnošt Lustig.[33]

27. února – neděle
- Rada bezpečnosti OSN uvalila sankce na libyjské představitele a vyzvala Mezinárodní trestní soud k prošetření násilností vůči protivládním demonstrantům.[34]
- Ve věku 94 let zemřel český teolog Oto Mádr, kanovník vyšehradské kapituly.[35]

28. února – pondělí
- Ve věku 79 let zemřela francouzská herečka Annie Girardotová[36] a ve věku 89 let americká herečka Jane Russellováová.[37]
- Občanská demokratická strana zrušila svých 18 místních organizací, které spolupracovaly s KSČM.[38]
- Významný český filmový scenáristra, režisér a pedagog Otakar Vávra se dožil 100 let.[39]